# Puchar Świata w biegach na nartorolkach 2015
Puchar Świata w biegach na nartorolkach 2015 rozpoczął się w Oroslavje 10 lipca, a zakończył się 27 września w Val di Fiemme. Obrońcami kryształowych kul byli Rosjanka Ksienija Konochowa i Szwed Marcus Johansson. Tym razem najlepszą z kobiet okazała się Szwedka Linn Sömskar, a wśród mężczyzn pierwszy był Szwed Robin Norum.

## Kalendarz i wyniki

### Kobiety
| Lp                                                                                                 | Data             | Miejscowość   | Dystans                      | 1. miejsce             | 2. miejsce         | 3. miejsce                  |
| -------------------------------------------------------------------------------------------------- | ---------------- | ------------- | ---------------------------- | ---------------------- | ------------------ | --------------------------- |
| 1.                                                                                                 | 10 lipca 2015    | Oroslavje     | 10 km s. dowolnym            | Marika Sundin          | Ksienija Konochowa | Linn Sömskar                |
| 2.                                                                                                 | 11 lipca 2015    | Oroslavje     | sprint s. dowolnym           | Kira Claudi            | Marika Sundin      | Walancina Kaminska          |
| 3.                                                                                                 | 12 lipca 2015    | Oroslavje     | 7 km s. klasycznym           | Marika Sundin          | Linn Sömskar       | Tatjana Jambaeva            |
| 4.                                                                                                 | 24 lipca 2015    | Madona        | sprint s. dowolnym           | Linn Sömskar           | Kira Claudi        | Walancina Kaminska          |
| 5.                                                                                                 | 25 lipca 2015    | Madona        | 5 km s. klasycznym           | Linn Sömskar           | Julija Tichonowa   | Walancina Kaminska          |
| 6.                                                                                                 | 26 lipca 2015    | Madona        | 10 km s. dowolnym            | Linn Sömskar           | Olga Michajłowa    | Julija Tichonowa            |
| 7.                                                                                                 | 21 sierpnia 2015 | Bad Peterstal | 6,8 km s. klasycznym         | Odwołano               | Odwołano           | Odwołano                    |
| 8.                                                                                                 | 22 sierpnia 2015 | Bad Peterstal | sprint s. dowolnym           | Odwołano               | Odwołano           | Odwołano                    |
| 9.                                                                                                 | 23 sierpnia 2015 | Bad Peterstal | 11,3 km s. dowolnym          | Odwołano               | Odwołano           | Odwołano                    |
| 10.                                                                                                | 19 września 2015 | Trento        | sprint s. dowolnym           | Maria Priwiezencewa    | Walancina Kaminska | Elisa Fulcheri              |
| 11.                                                                                                | 20 września 2015 | Trento        | 5 km s. klasycznym           | Swietłana Chwostunkowa | Giulia Malagoni    | Ksienija Konochowa          |
| Mistrzostwa Świata w Biegach na Nartorolkach 2015 w Val di Fiemme (24 września – 27 września 2015) |                  |               |                              |                        |                    |                             |
| 12.                                                                                                | 24 września 2015 | Val di Fiemme | 10 km s. klasycznym          | Linn Sömskar           | Marika Sundin      | Elin Mohlin                 |
| 13.                                                                                                | 25 września 2015 | Val di Fiemme | sprint s. dowolnym           | Ulijana Gawriłowa      | Linn Sömskar       | Kira Claudi                 |
| 14.                                                                                                | 26 września 2015 | Val di Fiemme | sprint s. dowolnym drużynowo | Szwecja                | Włochy             | Rosja                       |
| 15.                                                                                                | 27 września 2015 | Val di Fiemme | 19 km s. dowolnym            | Marika Sundin          | Ilaria Debertolis  | Virginia De Martin Topranin |

### Mężczyźni
| Lp                                                                                                 | Data             | Miejscowość   | Dystans                      | 1. miejsce              | 2. miejsce              | 3. miejsce           |
| -------------------------------------------------------------------------------------------------- | ---------------- | ------------- | ---------------------------- | ----------------------- | ----------------------- | -------------------- |
| 1.                                                                                                 | 10 lipca 2015    | Oroslavje     | 12,5 km s. dowolnym          | Ragnar Bragvin Andresen | Emanuele Sbabo          | Sergio Bonaldi       |
| 2.                                                                                                 | 11 lipca 2015    | Oroslavje     | sprint s. dowolnym           | Emanuele Becchis        | Dmitrij Woronin         | Ludvig Søgnen Jensen |
| 3.                                                                                                 | 12 lipca 2015    | Oroslavje     | 7 km s. klasycznym           | Oscar Persson           | Iwan Sołodow            | Robin Norum          |
| 4.                                                                                                 | 24 lipca 2015    | Madona        | sprint s. dowolnym           | Emanuele Becchis        | Ragnar Bragvin Andresen | Witalij Smirnow      |
| 5.                                                                                                 | 25 lipca 2015    | Madona        | 7,5 km s. klasycznym         | Robin Norum             | Anton Szatagin          | Oscar Persson        |
| 6.                                                                                                 | 26 lipca 2015    | Madona        | 15 km s. dowolnym            | Siarhiej Dalidowicz     | Jurij Astapienka        | Iwan Sołodow         |
| 7.                                                                                                 | 21 sierpnia 2015 | Bad Peterstal | 6,8 km s. klasycznym         | Odwołano                | Odwołano                | Odwołano             |
| 8.                                                                                                 | 22 sierpnia 2015 | Bad Peterstal | sprint s. dowolnym           | Odwołano                | Odwołano                | Odwołano             |
| 9.                                                                                                 | 23 sierpnia 2015 | Bad Peterstal | 11,3 km s. dowolnym          | Odwołano                | Odwołano                | Odwołano             |
| 10.                                                                                                | 19 września 2015 | Trento        | sprint s. dowolnym           | Emanuele Becchis        | Alessio Berlanda        | Emanuele Sbabo       |
| 11.                                                                                                | 20 września 2015 | Trento        | 9 km s. klasycznym           | Paul Constantin Pepene  | Anton Szatagin          | Sergio Bonaldi       |
| Mistrzostwa Świata w Biegach na Nartorolkach 2015 w Val di Fiemme (24 września – 27 września 2015) |                  |               |                              |                         |                         |                      |
| 12.                                                                                                | 24 września 2015 | Val di Fiemme | 10 km s. klasycznym          | Maicol Rastelli         | Jewgienij Diemientjew   | Oscar Persson        |
| 13.                                                                                                | 25 września 2015 | Val di Fiemme | sprint s. dowolnym           | Emanuele Becchis        | Alessio Berlanda        | Dmitrij Woronin      |
| 14.                                                                                                | 26 września 2015 | Val di Fiemme | sprint s. dowolnym drużynowo | Norwegia                | Włochy                  | Szwecja              |
| 15.                                                                                                | 27 września 2015 | Val di Fiemme | 25 km s. dowolnym            | Jewgienij Diemientjew   | Robin Norum             | Federico Pellegrino  |

## Klasyfikacje
| Lp. | Zawodnik                | Punkty |
| --- | ----------------------- | ------ |
| 1.  | Robin Norum             | 646    |
| 2.  | Emanuele Becchis        | 597    |
| 3.  | Ragnar Bragvin Andresen | 437    |
| 4.  | Oscar Persson           | 423    |
| 5.  | Jewgienij Diemientjew   | 392    |
| 6.  | Sergio Bonaldi          | 372    |
| 7.  | Alessio Berlanda        | 345    |
| 8.  | Emanuele Sbabo          | 319    |
| 9.  | Anton Szatagin          | 313    |
| 10. | Iwan Sołodow            | 309    |

| Lp. | Zawodniczka         | Punkty |
| --- | ------------------- | ------ |
| 1.  | Linn Sömskar        | 934    |
| 2.  | Marika Sundin       | 678    |
| 3.  | Walancina Kaminska  | 576    |
| 4.  | Ksienija Konochowa  | 439    |
| 5.  | Tatjana Jambaeva    | 370    |
| 6.  | Kira Claudi         | 345    |
| 7.  | Alena Procházková   | 332    |
| 8.  | Maria Priwiezencewa | 313    |
| 9.  | Olga Michajłowa     | 216    |
| 10. | Ulijana Gawriłowa   | 200    |

| Lp. | Zawodnik           | Punkty |
| --- | ------------------ | ------ |
| 1.  | Marcus Fredriksson | 812    |
| 2.  | Alfred Buskqvist   | 668    |
| 3.  | Francesco Becchis  | 497    |
| 4.  | Andriej Niszczakow | 400    |
| 5.  | Alberto Dalla Via  | 343    |
| 6.  | Marco Mosele       | 335    |
| 7.  | Indulis Bikše      | 302    |
| 8.  | Wadim Andriejew    | 300    |
| 9.  | Andriej Ustjukow   | 288    |
| 10. | Alessandro Carlet  | 280    |

| Lp. | Zawodniczka           | Punkty |
| --- | --------------------- | ------ |
| 1.  | Olga Łetuchiewa       | 841    |
| 2.  | Lisa Bolzan           | 825    |
| 3.  | Tatiana Chwanowa      | 820    |
| 4.  | Jelizaweta Burtsejewa | 618    |
| 5.  | Sandra Olsson         | 604    |
| 6.  | Maria Kondratenko     | 382    |
| 7.  | Mathilda Björn        | 334    |
| 8.  | Amalie Honerud Olsen  | 290    |
| 9.  | Anna Rockstroh        | 236    |
| 10. | Chiara Gelmi          | 228    |

| Lp. | Państwo  | Punkty |
| --- | -------- | ------ |
| 1.  | Rosja    | 8442   |
| 2.  | Włochy   | 7306   |
| 3.  | Szwecja  | 6357   |
| 4.  | Norwegia | 2176   |
| 5.  | Białoruś | 1410   |
| 6.  | Łotwa    | 1210   |
| 7.  | Niemcy   | 1195   |
| 8.  | Ukraina  | 1162   |
| 9.  | Rumunia  | 1020   |
| 10. | Słowacja | 916    |